# Regius Professor of Physic (Dublin)
Der Regius Professor of Physic ist eine 1741 durch Georg II. eingerichtete Regius-Professur für Medizin an der University of Dublin in Irland.:101 ff. Der Lehrstuhl selbst bestand seit 1637,:12 und ist der älteste Lehrstuhl für Medizin in Irland.
Neben dieser Professur gibt es eine Reihe weiterer Regius-Professuren für Medizin, von denen zwei ebenfalls als Regius Professor of Physic bezeichnet wurden oder immer noch werden, eine an der University of Cambridge und eine an der University of Oxford.

## Geschichte der Professur

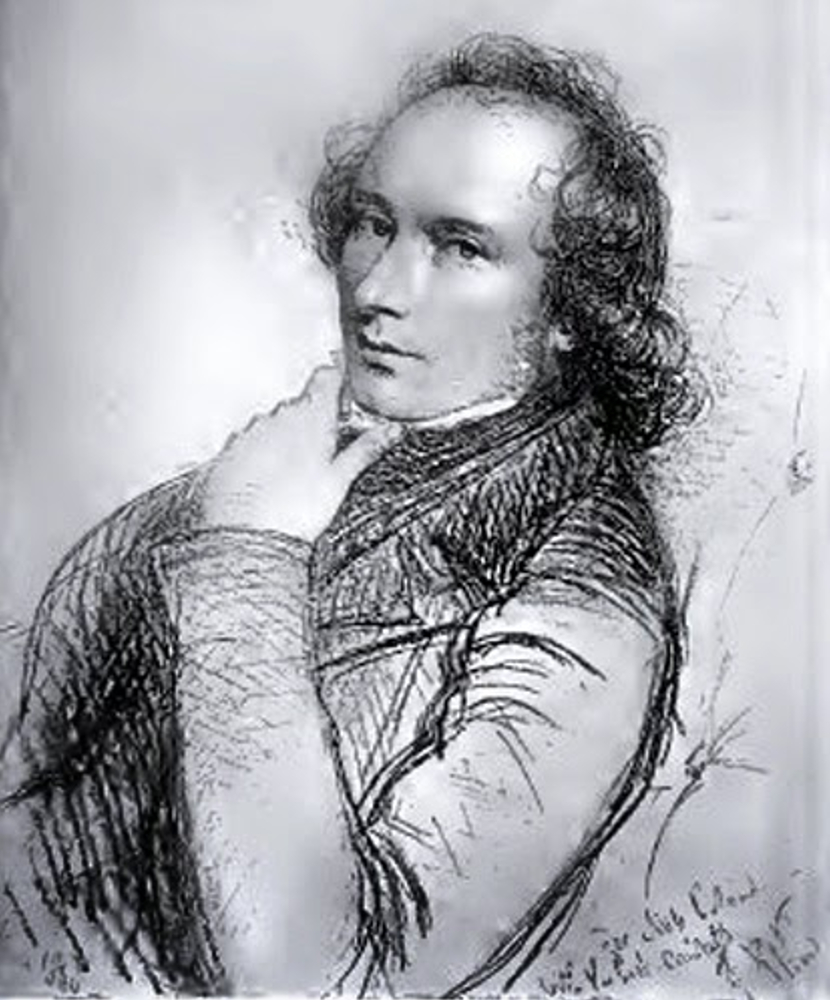
William Stokes, Regius Professor of Physic 1840-1878

Im Collegeregister von 1598 findet sich eine vertraglich zugesicherte Zahlung der Regierung an das College von 40 Pfund jährlich für „Physician’s Pay“ („Arztrechnung“).:174 In dieser Zahlungsvereinbarung sieht man heute den Ursprung des Regius Chair of Physic.:174 In den Statuten von Bischof William Bedell von 1628 wird festgelegt, dass einer der Fellows des Colleges während jeden Semesters Vorlesungen zur Medizin zu halten habe, was 1637 durch ein Schreiben Karl I. bestätigt wurde.:174  Hier wurde einem der Fellows aufgetragen, sich dem Studium und der Lehre der Medizin zu widmen.:175 In der Folge scheinen die Ämter des Medizin-Fellows und des Regius-Professors bis zur Ernennung von John Stearne in Ämterunion geführt worden zu sein.:175 Tatsächlich aber scheinen nur wenige Fellows der Ehre der Regius-Professur würdigt betrachtet worden zu sein, denn nur drei Medizin-Fellows wurden je mit der Regius Professur beehrt (siehe Tabellenteil).:175
Es liegt aber keine königliche Charta, oder Letters Patent oder sonstige Urkunde vor, die einen Lehrstuhl begründet.:175 Dieser scheint mehr durch den Wunsch und die Notwendigkeit der Lehre entstanden zu sein.:175 Der Lehrstuhl wird in öffentlichen Dokumenten vor 1868 auch nicht als Regius Professor bezeichnet.:175 Das geschieht erstmals in dem Schreiben von Königin Victoria, mit dem sie die Regius Professur of Surgery durch Letters Patent begründet.:175 Zuvor wird die Professur einfach als „Professor of Physick in Trinity College“ bezeichnet (im Letters Patent 2. Geo. I., A.D. 1719, Statute 15 Geo. II., A.D. 1741; Statute 25 Geo. III., cap. 42, A.D. 1784; und Statute (School of Physic Act) 40 Geo. III., cap. 84, A.D. 1800).:175
Einen Lehrstuhl für „Physic“, also Medizin, gab es ab 1662. Zuvor wurde einer der Fellows im Wechsel als Medicus auserkoren und lehrte Medizin. Im Protokoll vom 3. Juni 1662 aber stehen die Worte:

“The same day Dr. John Stearne constituted and elected publique Professor of Medicine in the University of Dublin for and during his natural life. He was sworn by the Vice-Chancellor June 4.”

„Am gleichen Tag wurde Dr. John Stearne ernannt und gewählt als publique Professor der Medizin der Universität Dublin für und während seines natürlichen Lebens. Er wurde am 4. Juni durch den Vizekanzler eingeschworen.“

Am 24. Juni 1713 hinterließ Sir Patrick Dun einen Teil seines Vermögens der Universität mit der Auflage, eine feste Professur für Medizin vergeben vom College of Physicians einzurichten, die als King’s Professorship of Physic bekannt wurde.:175 1740 wurde in einem Schiedsgerichtsverfahren das Erbe von Dun entschieden. Ein Teil des Nachlasses wurde dadurch dem Trinity College in Dublin gestiftet. Von den anfänglich mageren Erträgen konnte auch die Regius Professur finanziell besser ausgestattet werden. König Georg II. bestätigte die Professur mit Letters Patent. Die Urkunde wurde nach Angaben von Robert Perceval in Account of the Bequest of Sir Patrick Dun 1747 ausgestellt. Es liegt aber kein entsprechendes Dokument vor. Eine Abschrift wurde 1867 durch die University Press des Trinity Colleges in den veränderten Statuten gedruckt.
Da das Erbe in der Zwischenzeit so sehr an Wert gewonnen hatte, konnten nun drei Professuren durch die Stiftung finanziert werden. Die Statuten verboten damals ausdrücklich Kandidaten „papistischen“ Glaubens, vermutlich aus Angst vor Jakobiten und deren politischen Unterstützern.

## Inhaber
| Name                     | Namenszusatz                                                                   | von                      | bis           | Anmerkung |
| ------------------------ | ------------------------------------------------------------------------------ | ------------------------ | ------------- | --- |
| John Stearne :175, 177   | M.D., LL.D.                                                                    | 1656                     | 1659          | Stearne oder auch Sterne, wurde am 26. November 1624 im Anwesen seines Großonkels James Ussher geboren, dem damaligen Bischof von Meath. Er verließ Irland 1643, um den dortigen Aufständen zu entgehen, und studierte Medizin an der University of Cambridge. Er wurde in der Zeit des Commonwealth of England zum Fellow ernannt. Er gab die Fellowship im Trinity College bei seiner Hochzeit auf, wurde aber als einer von sieben Fellows durch königliches Schreiben 1660 wieder eingesetzt. Stearne war der Gründer und Leiter des Royal College of Physicians of Ireland.:175 Dieses Amt wurde in der Folge nie wieder von einem amtierenden Regius-Professor eingenommen.:175 Er war außerdem der Medical Fellow des Colleges, und damit einer von nur drei Regius Professoren, die beide Ämter innehatten, außer Stearne noch Richard Helsham und Whitley Stokes (s. u.) |
| John Stearne :175, 177   | M.D., LL.D.                                                                    | 1662                     | 1669          | Stearne oder auch Sterne, wurde am 26. November 1624 im Anwesen seines Großonkels James Ussher geboren, dem damaligen Bischof von Meath. Er verließ Irland 1643, um den dortigen Aufständen zu entgehen, und studierte Medizin an der University of Cambridge. Er wurde in der Zeit des Commonwealth of England zum Fellow ernannt. Er gab die Fellowship im Trinity College bei seiner Hochzeit auf, wurde aber als einer von sieben Fellows durch königliches Schreiben 1660 wieder eingesetzt. Stearne war der Gründer und Leiter des Royal College of Physicians of Ireland.:175 Dieses Amt wurde in der Folge nie wieder von einem amtierenden Regius-Professor eingenommen.:175 Er war außerdem der Medical Fellow des Colleges, und damit einer von nur drei Regius Professoren, die beide Ämter innehatten, außer Stearne noch Richard Helsham und Whitley Stokes (s. u.) |
| John Margetson :177      | M.D.                                                                           | 1670                     | 1674          | Percy und Kirkpatrick geben Margetsons Vornamen mit Thomas an. F. J. E. Hurst tut desgleichen, wobei nicht ausgeschlossen werden kann, dass er den Namen von Percy und Kirkpatrick übernahm. Das Dictionary of National Biography gibt aber John als Vornamen an. Zwar ist aufgezeichnet, dass Margetson zu Stearnes Nachfolger gewählt wurde, aber das Datum der Wahl wurde nicht aufgezeichnet. Er hielt das Amt bis zu seinem Tod. |
| Ralph Howard :177        | M.D.                                                                           | 2. Apr. 1674             | 1710          | Howard blieb im Amt bis zu seinem Tod. |
| Richard Steevens :177    | M.D.                                                                           | 19. Sep. 1710            | 15. Dez. 1710 | Steevens erwarb im Verlauf seines Lebens ein enormes Vermögen, welches er zum größten Teil seiner Schwester Grizell hinterließ. Grizell bemühte sich aber schon zu ihren Lebzeiten darum, dass das Andenken ihres Bruders geehrt wurde und übergab das Vermögen, abzüglich einer Rente für sich selbst, einer Stiftung. Das so errichtete Krankenhaus wird seither als Steevens’ Hospital bezeichnet und ist das erste öffentliche Krankenhaus Dublins. Das Haus ist ein architektonisches Meisterwerk und beherbergt die wenig bekannte aber interessante Worth Library. Steevens hatte die kürzestes Amtszeit von allen Professoren. |
| Thomas Molyneux :177     | M.A., M.B., M.D., F.R.S.                                                       | 22. Jan. 1711            | 19. Okt. 1733 | Der Bruder des Philosophen William Molyneux verließ im Mai 1683 Dublin zu einer Europareise. In der ersten Woche traf er den Bischof von Chester, John Pearson, bei dem er eine Woche verbrachte. Mitte Mai des gleichen Jahres traf er in London ein, wo er William Petty im Haus von Robert Boyle kennenlernte. Durch die beiden wurde er Edward Browne vorgestellt und nahm in der Folgewoche an einer Sitzung der Royal Society teil, wo er Isaac Newton, John Evelyn und Edward Tyson kennenlernte. Am 20. Juli reiste er über Rotterdam, Amsterdam, Harlem und Üttrecht nach Leyden, wo er sich an der Universität einschrieb. Dort lernte er John Locke kennen, mit dem ihn zeitlebens eine Freundschaft verbinden sollte. Im April 1687 kehrte er nach Dublin zurück, wo ihm den M.D. verliehen wurde. Im November des gleichen Jahres wurde er Fellow der Royal Society. Die Unruhen in Irland veranlassten ihn nach Chester auszuweichen, wo er eine Praxis eröffnete. Nach der Schlacht am Boyne kehrte er nach Dublin zurück wo er im Haus seines Vaters lebte und eine sehr erfolgreiche Praxis eröffnete. Außer als adliger Arzt zeichnete sich Molyneux noch als Zoologe, Botaniker und Archäologe aus. Er veröffentlichte Artikel zur höheren Mathematik und zur Philosophie. Während seiner Amtszeit wurden die ersten Gebäude für die medizinische Fakultät errichtet: ein Chemielabor und ein Haus für die Anatomen. Professuren für Anatomie, Chirurgie, Botanik und Chemie wurden 1711 gegründet. Er war Mitglied des Parlaments und einer der ersten, die den Giant’s Causeway als natürliche Formation bezeichneten. |
| Richard Helsham :175:177 | M.D.                                                                           | 10. Nov. 1733            | Aug. 1738     | Helsham war ein Freund Jonathan Swifts, der ihn in einem Schreiben an Alderman Barber als den wichtigsten Arzt dieser Stadt und des Königreichs bezeichnete. Er lehrte Mathematik (1723–30) und hielt neben der Medizinprofessur noch die Professur für Natürliche und Experimentelle Philosophie. Seine Lectures on Natural Philosophy war für fast 100 Jahre ein Standardwerk der Philosophie. Helsham ist eine von drei Personen, die sowohl die Regius Professur bekleideten, als auch Medical Fellow des Colleges war.:175 |
| Henry Cope :177          | M.D.                                                                           | 1738                     | Jan. 1742     | Das Datum der Wahl von Cope wurde nicht aufgezeichnet. |
| Francis Foreside :177    | M.D.                                                                           | 2. Feb. 1742             | 1745          | |
| Bryan Robinson :177      | M.B., M.D.                                                                     | 12. Juni 1745            | Jan. 1754     | Robinson war in seiner Zeit ein bekannter Autor medizinischer und mathematischer Arbeiten. Seine wichtigste Arbeit, das Treatise on the Animal Economy wurde wegen seiner „mechanischen Herangehensweise“ scharf kritisiert, beweisen aber aus heutiger Sicht ein tiefes Verständnis der Zusammenhänge. |
| Edward Barry :177        | M.D.                                                                           | 28. Jan. 1754            | 12. Feb. 1761 | Barry zog sich 1761 vom Amt zurück. Im gleichen Jahr wurde ihm von der University of Oxford die Erlaubnis zum Praktizieren erteilt, ein Recht von dem er in London Gebraucht machte. 1775 wurde er zum Baron geadelt. |
| William Clements :177    | M.D.                                                                           | 21. Feb. 1761            | 15. Nov. 1781 | Im November 1781 zog sich William Clements vom Amt zurück. |
| Edward Hill :177         | M.D.                                                                           | 15. Nov. 1781            | 31. Okt. 1830 | Hill verstarb im Amt. |
| Whitley Stokes :177      | M.D.                                                                           | 13. Nov. 1830            | 12. Okt. 1840 | Whitley Stokes ist eine von drei Personen, die sowohl die Regius Professur bekleideten, als auch Medical Fellow des Colleges war.:175 Er zog sich zugunsten seines Sohnes William vom Amt zurück. |
| William Stokes :177      | M.D., F.R.S.                                                                   | 12. Okt. 1845:177 (1840) | 6. Jan. 1878  | William war der Sohn Whitleys. Als einer der ersten in Großbritannien beschrieb er die Verwendung von Stethoskopen. Gemeinsam mit Robert James Graves reformierte er die klinische Lehre in Dublin. Er wurde schnell als hervorragender Lehrer bekannt, der während der Typhusepidemie von 1826 auch seine praktischen Fähigkeiten beweisen konnte. 1828 veröffentlichte er sein Lehrwerk zur Diagnose von Lungenerkrankungen mit Hilfe des Stethoskops. Ab 1843 übernahm er auch die Pflichten des Regius Professors von seinem Vater und wurde 1845 offiziell im Amt bestätigt. 1868 bezeichnete George Edward Paget ihn als den größten Mediziner Europas. Im November 1877 erlitt er einen Schlaganfall und verstarb am 10. Januar 1878 im Amt. |
| Alfred Hudson :177       | M.D.                                                                           | 16. Feb. 1878            | 29. Sep. 1880 | |
| John Thomas Banks :177   | B.A., M.B., M.D., K.C.B., D.Sc., LL.D.                                         | 13. Nov. 1880            | 15. Okt. 1898 | Banks hatte nach einem erfolgreichen Studium verschiedene professionelle Stellungen inne, in denen er stets hervorragendes leistete. Seine Praxis war dementsprechend groß und seine berufliche wie gesellschaftliche Stellung machte ihn zur führenden Figur in der Medizin Irlands. Allerdings konnte er die Erwartung wissenschaftlicher Entdeckungen nie erfüllen, die aufgrund seiner vielversprechenden frühen Arbeiten geweckt waren. Immerhin wurde seine Arbeit zum Typhus in Quain’s Dictionary of Medicine lange Zeit als maßgeblich betrachtet und er war ein anerkannter Experte für mentale Erkrankungen, die durch ihn auch Teil des Lehrstoffs wurden. |
| James Little :177        | M.D.                                                                           | 16. Okt. 1898            | 1916          | |
| John Mallet Purser       | M.D.                                                                           | 1917                     | 1925          | Purser war 1879 bis 1901 Professor of the Institute of Medicine.:133 Sechzehn Jahre nachdem er den Lehrstuhl verlassen hatte, in welchem er Histologie und Physiologie als Lehrfach etabliert hatte, übernahm er die Regius Professur.:133 Im Andenken an Purser wurde nach seinem Tod die John Mallet Purser Memorial Lecture eingeführt.:133 |
| Thomas Gillman Moorhead  | B.A., M.B., B.Ch., M.D., D.P.H., LL.D., F.R.C.P.                               | 1925                     | 1956          | Moorhead hatte als Demonstrator der Anatomie an der Universität gelehrt, und arbeitete in verschiedenen Hospitälern von Dublin. 1921 bis 1925 war er King’s Professor of Materia Medica (Pharmazie). 1925 erblindete er durch eine Netzhautablösung vollständig. Sein enormes Gedächtnis ermöglichte es ihm, sich medizinische Journale vorlesen zu lassen und so weiterhin auf der Höhe der medizinischen Forschung zu bleiben. |
| Victor Millington Synge  | B.A., M.B., B.Ch., B.A.O., D.H.P., M.D., M.R.C.P., F.R.C.P.I., F.R.C.P.        | 1956                     | 1972          | Synge war ein Neffe des irischen Dichters und Bühnenschriftstellers John Millington Synge. Als Student gewann er viele Preise und qualifizierte sich schnell als Chirurg. Als Akademiker hielt er eine Anzahl von Professuren, darunter Professor für Krankheitsprävention, Rechtsmedizin und Allgemeinmedizin. 1955 wurde er auf die erste Vollzeitprofessur für klinische Medizin berufen und im nachfolgenden Jahr zur Regius Professur. Er war vormaliger Vorsitzender und Ehrenmitglie der Association of Physicians von Großbritannien und Irland. |
| Peter Bronte Gatenby     | M.B., M.D., F.R.C.P.I., F.R.C.P. London, F.R.C.P. Edinburgh, F.A.C.P., F.T.C.D | 1975                     | 1977          | Gatenby hatte als erster in Irland klinische Medizin gelehrt und war an einer Reorganisation der Kliniken in Dublin beteiligt. Diese Reorganisation bildete den Vorläufer des heutigen Verwaltungssystems im Medizinbereich in Irland. Nach Gatenby benannt wurde ein 2002 gestifteter Preis für den Studenten, der am meisten zum Wohlergehen, der akademischen und sozialen Entwicklung der medizinischen Fakultät beigetragen hat. |
| Donald George Weir       | M.B., B.Ch., B.A.O., M.D., F.T.C.D., F.R.C.P.I., F.R.C.P., F.A.C.P.            | 1977                     | 2014          | Weir konnte mit John Scott, einem Biochemiker am Trinity College, die 75%ige Reduktion von Neuralrohrdefekten bei Gabe von Folsäure zeigen. 1998 wurde die vorsorgliche Folsäuretherapie in den USA eingeführt und später weltweit umgesetzt. 2014 wurde Weir vom Trinity College mit der Aufnahme seines Namens in der Spender-Ehrenrolle (Benefactors through the Centuries) der Universität geehrt, da Weir im Verlauf seines Lebens über 1,5 Mio. Euro für die Universität gespendet hat. |
| Owen Patrick Smith       | C.B.E.                                                                         | 2014                     |               | Der Hämatologe wurde 2015 für seine Verdienste in der Behandlung krebskranker Kinder zum Commander of the Most Excellent Order of the British Empire ernannt. |